# Division de Upper River
La division de Upper River est l'une des cinq subdivisions de la Gambie. Son chef-lieu est la ville de Basse Santa Su.

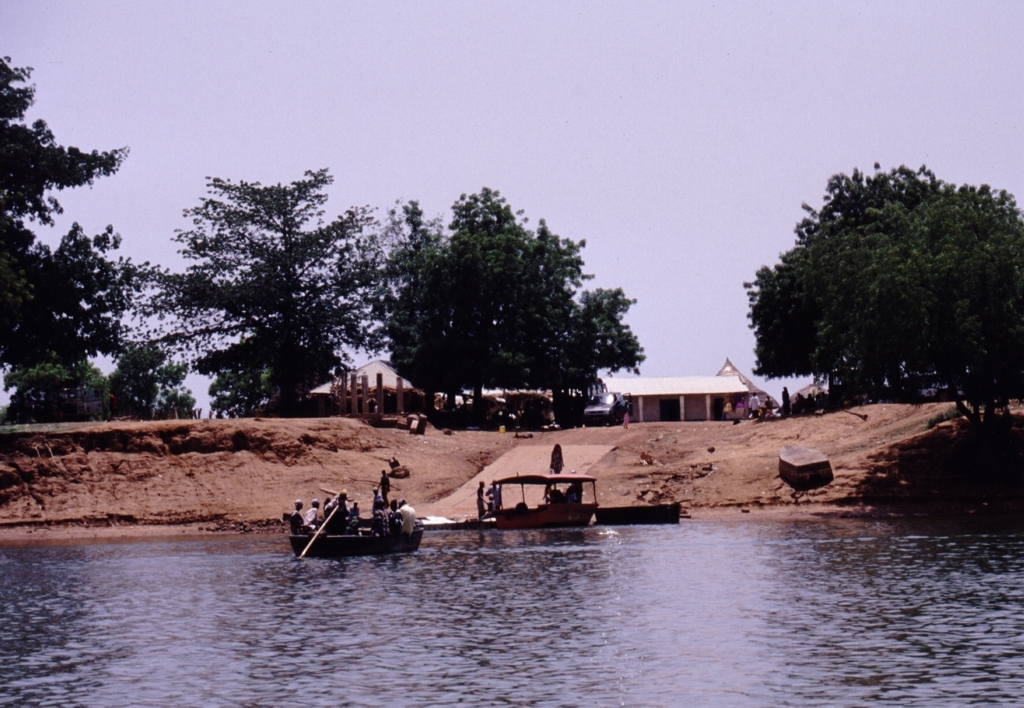
Basse - quai du ferry fluvial sur la rive nord, près du camp de Fuladu

Elle est divisée en 4 districts : 
- Fulladu East
- Kantora
- Sandu
- Wuli

## Source de la traduction
- (de) Cet article est partiellement ou en totalité issu de l’article de Wikipédia en allemand intitulé « Upper River Region » (voir la liste des auteurs).